# Ključ (Una-Szanai kanton)
Ključ város és községközpont Bosznia-Hercegovinában, a Bosznia-hercegovinai Föderáció Una-Szanai kantonjában. Az azonos nevű község székhelye. Nevét, mely kulcsot jelent, kulcsfontosságú és domináns geostratégiai helyzetének köszönheti.

## Fekvése
Bosznia-Hercegovina nyugati részén, Bihácstól légvonalban 78, közúton 93 km-re délkeletre, Banja Lukától légvonalban 42, közúton 67 km-re délnyugatra fekszik. A város az M-5-ös autópálya mentén található, amely egyúttal összeköti a várost a szomszédos Bosanski Petrovac és Mrkonjić Grad községekkel. Az északi oldalon Sanski Most községgel határos. A háború előtti Ključ község 844 km2-es területet foglalt el, és az 1991-es népszámlálás alapján 37 391 lakosa volt. 2013-ban Kljuc községben 4960 háztartásban 16 744 lakos élt, ami a háború előtti lakosság mintegy 48%-át teszi ki. A községi önkormányzat 10 helyi közösségbe szerveződik.
Ključ község területén és magán Kljuc városán is keresztül folyik a Szana-folyó. A Szanica-folyó, mely a Grmeč-hegység alatt ered szintén átfolyik a település teljes területén. Itt olyan folyókról beszélünk, amelyek a környezet általános szennyezettsége ellenére a modern időkben is szennyezetlenek maradtak, és kiváló lehetőséget jelentenek horgászat számára. A község területén találhatók Grmeč-hegység keleti lejtői, déli részén pedig a Šiša-hegy.

## Népessége

### Ključ község
| Nemzetiségi csoport | Népesség 1991 | Népesség 2013 |
| ------------------- | ------------- | ------------- |
| Szerb               | 18 506        | 273           |
| Bosnyák             | 17 696        | 16 130        |
| Horvát              | 330           | 30            |
| Jugoszláv           | 579           | 3             |
| Egyéb               | 280           | 308           |
| Összesen            | 37 391        | 16 744        |

### Ključ település
| Nemzetiségi csoport | Népesség 1991 | Népesség 2013 |
| ------------------- | ------------- | ------------- |
| Szerb               | 4107          | 86            |
| Bosnyák             | 3036          | 4641          |
| Horvát              | 181           | 20            |
| Jugoszláv           | 419           | 1             |
| Egyéb               | 126           | 150           |
| Összesen            | 7869          | 4898          |

## Története
A területén fennmaradt régészeti lelőhelyek leletei alapján Ključ vidéke már ősidők óta lakott volt. A város mellett, Szana bal partja felett 521 méteres magasságban, azon a helyen, ahol Szana belép a Breščica (528 m) és a Ljubinska-hegy (656 m) közötti szurdokba, egy a természeti adottságok miatt védett helyen, az ókorban erődítmény épült. Ebből az erődből figyelték a Szanán átvezető fontos átkelőhelyet. A Lubica-torony melletti fennsíkon egy kisebb római erőd nyomai is megtalálhatók, az alatta lévő fennsíkon pedig egy ősi, falazott épület maradványai találhatók.

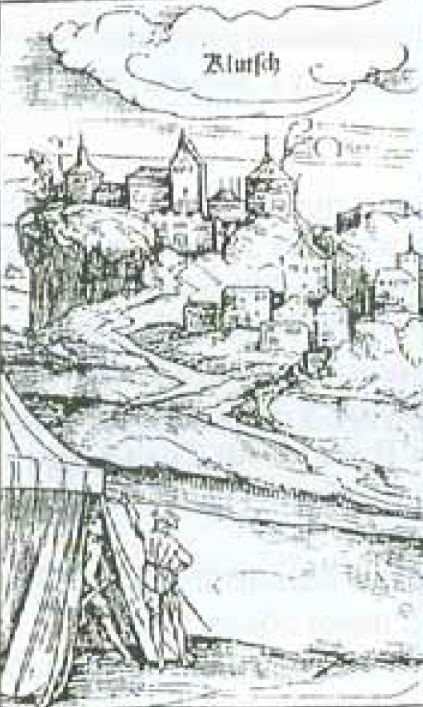
Ključ várának ábrázolása a 16. századból

A középkorban egy egyedülálló területi-politikai egységként itt alakult ki Banica megye, amelynek Ključ volt a központja. Ključ városát először II. István bosnyák bán Vukoslav Hrvatinić ključi vajdához 1322 és 1324 között írt oklevele említi, melyben megerősíti Banica és Vrbanja zsupániák, ezen belül pedig Ključ és Kotor várak birtokában. Egy Miliben írt keltezetlen oklevélben Vukoslav Hrvatinićet „Hr'vatin Klučki (Ključko) vajda" fiaként említik. 1363. július 13-án I. Lajos magyar király háborúba készült feltételezett vazallusa, Tvrtko Kotromanić bán ellen. Ezért lement Donji krajba, Szana megyébe, és a Szana folyó közelében vert táborában oklevelet adott ki, amelyben Vlatko Hrvatinić vajdával, a király akkori barátjával (... pro eodem castro suo Cluch in terra Boznensi sito...) elcserélte a szanai Ključ várát a Kőrös megyei Brestyanóc várára. A csere tárgyát képezte nemcsak városi rangú település, hanem az összes Ključhoz tartozó község is.
Ključ egészen 1382-ig a magyar király birtoka volt, amikor Lajos király halála után Hervoja nagyvajda katonai akciókat indított a családi birtokok visszafoglalására, ami sikerült is neki. A várost a külvárosokkal együtt említi István Tamás bosnyák király 1446-os Vrandukban kiadott oklevele, amikor Dragisics Ivanis vajdát és fiait megerősítette Ključ birtokában. Ključ vára a forrásokból akkor már 120 éve ismert volt, a város azonban Podključ néven csak István Tamás király említett oklevelében szerepel először. 1463-ban az ősi Ključ vára alatt zajlott le az utolsó csata a bosnyák és az oszmán hadsereg között, ami a középkori boszniai állam függetlenségének végét jelentette.

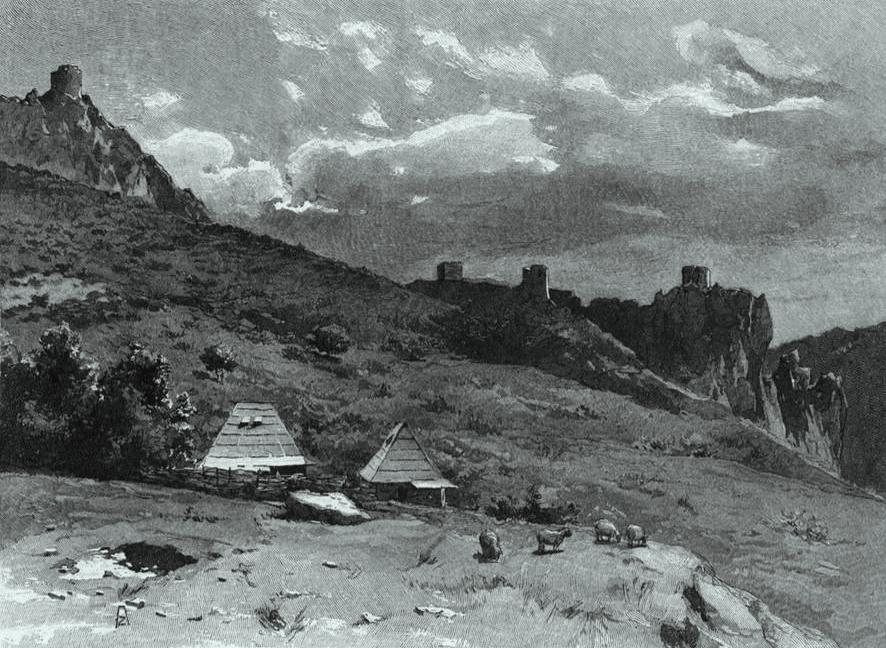
A vár romjai 1901-ben

Ključot a Boszniai szandzsák részeként csatolták az Oszmán Birodalomhoz, majd a Boszniai pasaluk része lett. Ključ a kezdeti években a török hadsereg gyülekezőhelye és támaszpontja volt a további hódításokhoz, mely hadjáratok Bihács és a horvát-osztrák-magyar területek felé vezettek. Az oszmán uralom alatt Ključ a náhije (járás), a kádiluk (bírói igazgatási terület) és a kapitányság székhelye volt. Ključ ugyancsak fontos oszmán katonai helyőrség volt 1878-ban, Bosznia-Hercegovina osztrák-magyar megszállása idején, amikor a várban a bosnyákok erőteljes ellenállást tanúsítottak az osztrák-magyar hadsereggel szemben. Ključ várát Bosznia-Hercegovina nemzeti emlékművévé nyilvánították.
Az 1992-1995-ös boszniai háborúban a szerb fegyveres erők tagjai Ključban több mint 700 bosnyák lakost öltek meg. Férfiakat (93%), nőket, gyerekeket és időseket öltek meg a településen. A gyilkosságok a község teljes területén (Sanica, Krasulje, Ramići, Hripavci, Prhovo, Pudin Han, Velagići, Biljani) történtek. Sok lakos volt a manjačai tábor foglya. A legnagyobb tömegsírok: Lanište I (188 áldozattal), Lanište II (77 áldozattal) és Prhovo (38 áldozattal). Ključ város közigazgatási területén összesen 540 holttestet ástak ki. A község többi része is nagy pusztításon esett át, többek között öt mecsetet és egy katolikus templomot is leromboltak. A daytoni békeszerződéssel Ključ városa és az egykori ključ község északnyugati része a Bosznia-Hercegovinai Föderációhoz került. Ezt ma szinte teljes egészében bosnyákok lakják (kb. 97%). Az egykori község nagyobb, délkeleti része, mintegy 6500 lakossal (2013-tól szinte kizárólag boszniai szerbek lakják) azóta a Boszniai Szerb Köztársasághoz tartozik, és Ribnik néven önálló közösséget alkot.

## Közlekedés
Ključon két fontos autópálya, az M5-ös és az M15-ös halad át. Az M5-össel a város közvetlenül kapcsolódik a boszniai-horvát határhoz Ličko (Rakovica) - Izačić (Bihać) és Szarajevó között, másrészt az M15-ös autópályával, az Adriai-tenger partjával Bosanska Dubicától egészen Livnóig. A jövőben a négysávos B1-es gyorsforgalmi út is áthalad majd Ključon.

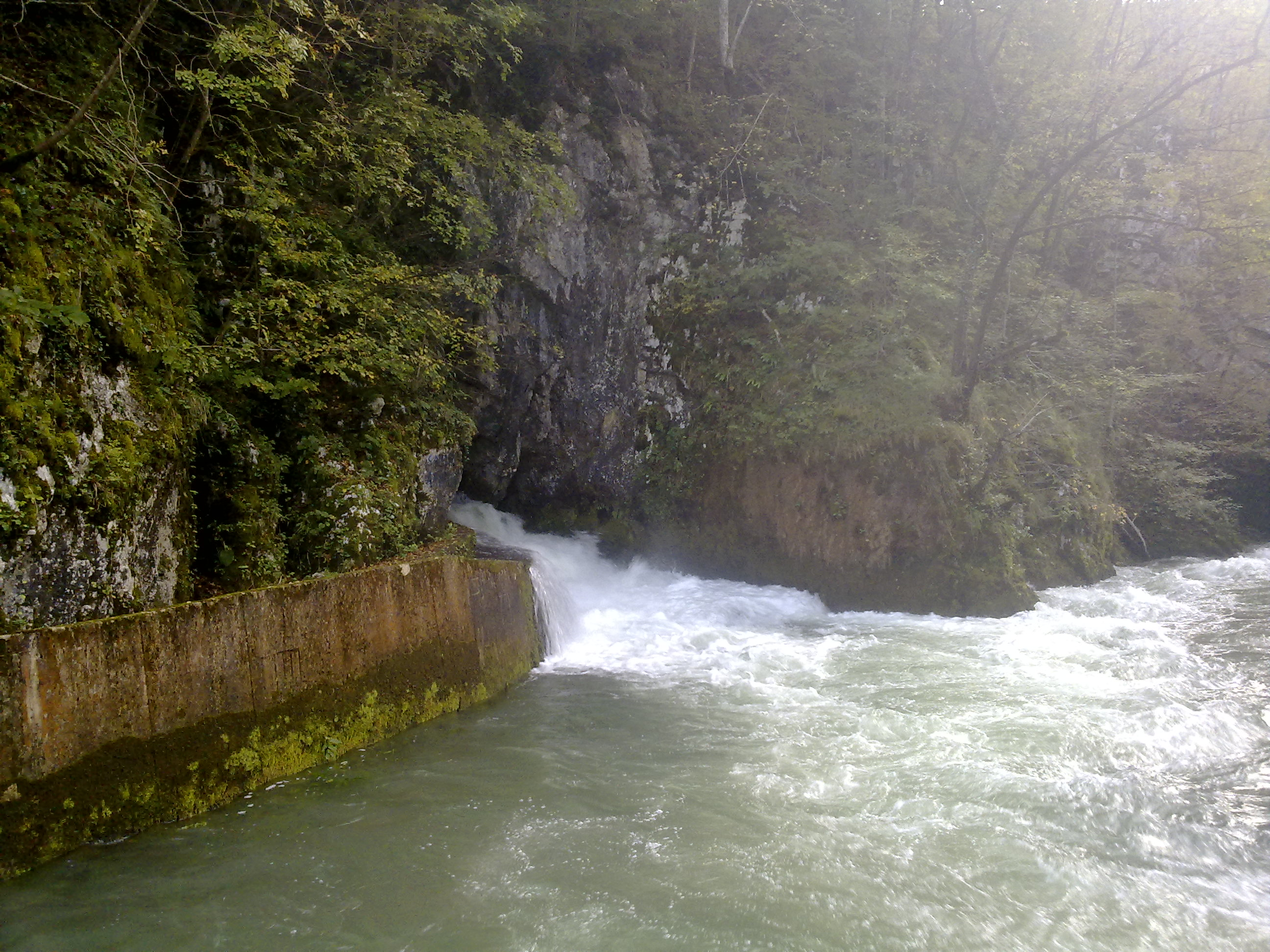
A Szanica forrása Ključ határában

## Kultúra
A Ključ Kulturális és Oktatási Központ önkormányzati szinten független kulturális és oktatási intézményként működik.
Az intézmény tevékenységi köre:
- Művelődési Ház,
- Könyvtárak,
- Múzeumi gyűjtemények,
- Alsóbb zeneiskolák
- Ifjúsági központok.

## Oktatás

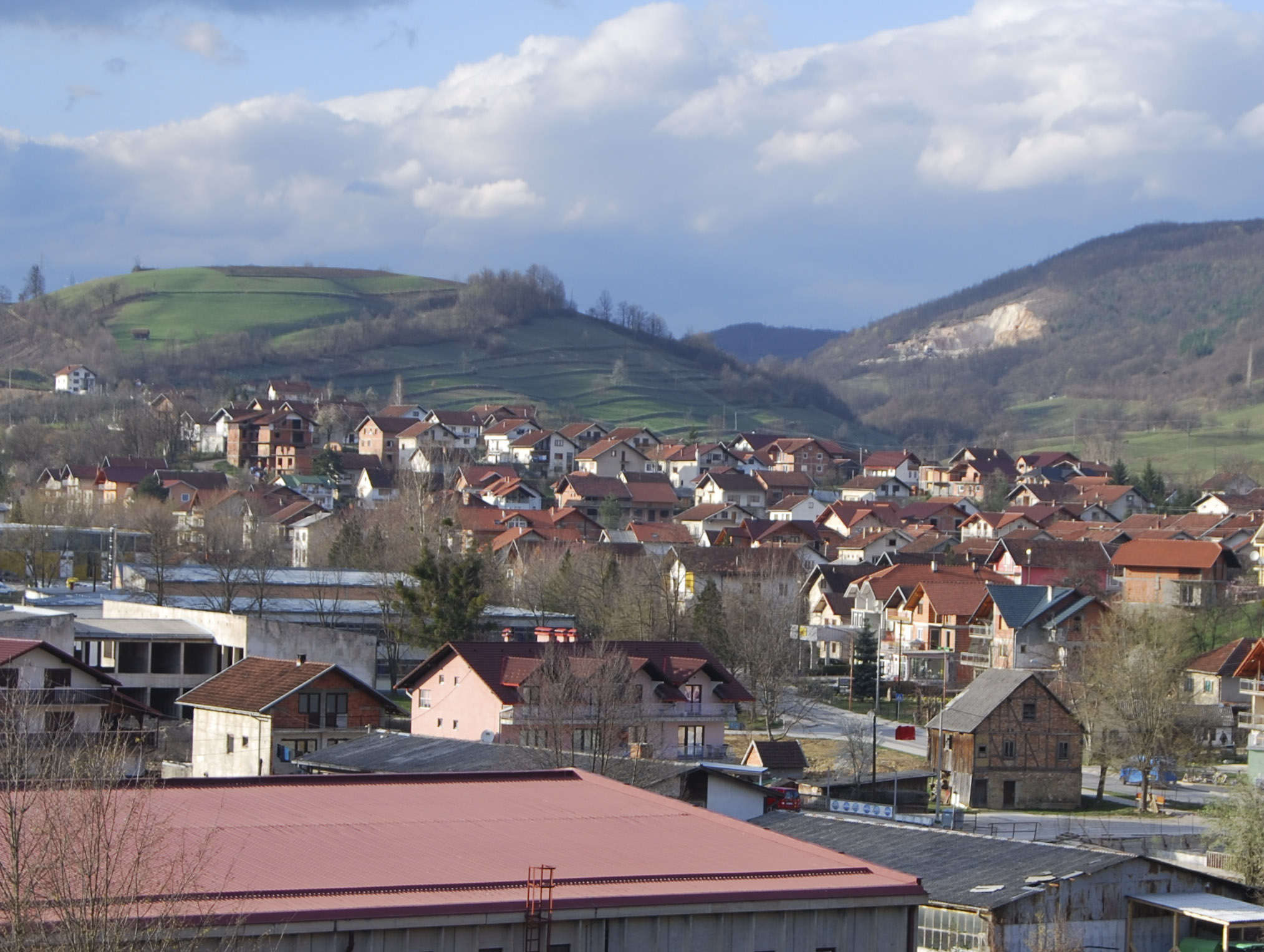
Ključ látképe

- OŠ Ključ általános iskola. A 2022/2023-as tanév második félévében 17 osztályban 344 diák végzett. A 2023/2024-es tanévet 17 osztállyal, 317 tanulóval kezdték. A nevelési-oktatási folyamatban részt vevő pedagógusok létszáma 34 fő.
- MSŠ „Profesor Omer Filipović”gimnázium és szakközépiskola.

Az iskola a következő képzési területekkel rendelkezik:
- - Általános középiskola,
  - Szakközépiskola (közgazdasági, gépészeti és faipari iskola),
  - Szakközépiskola (foglalkozások: szabó, kereskedő, lakatos).

Az oktatás 2023/24-es tanévben. 13 osztályba 211 tanulóval indult. A tanításban 28 tanár vesz részt.
- „Ljijan óvoda”. Az óvodában jelenleg 67 gyermek jár, 3 nevelési csoportba helyezve (bölcsődei csoport 16 fő, középső vegyes csoport 24 fővel és idősebb vegyes csoport 27 fővel).

## Egészségügy

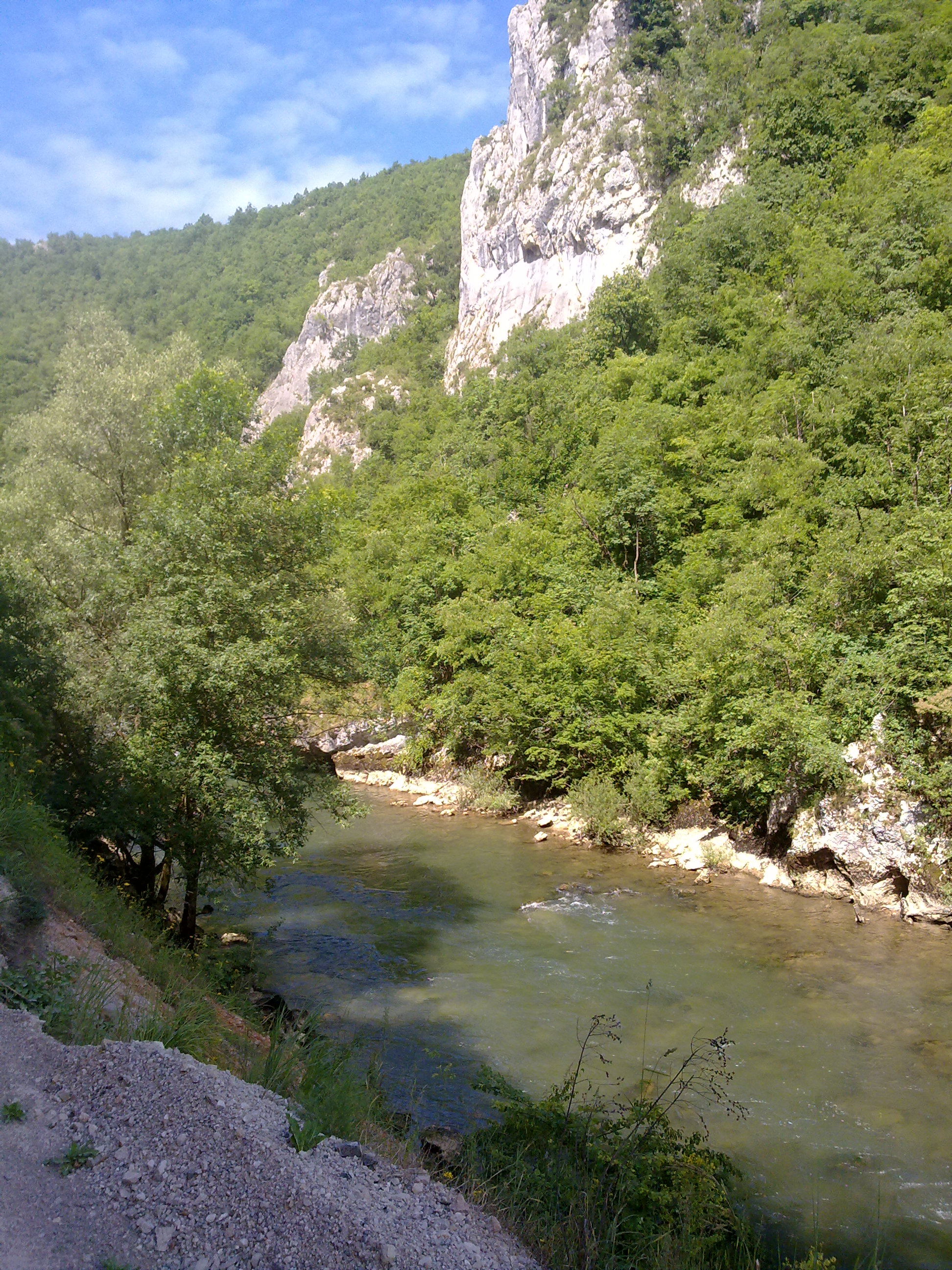
A Szana völgye Ključ határában

A „Dom zdravlja” egészségügyi intézmény az egészségügyi ellátásról és az intézményekről szóló törvényben meghatározott módon és feltételekkel működik, és egészségügyi ellátást nyújt Ključ község területén. Állandó tevékenységként szervezi és valósítja meg Ključ község területén a lakosság egészségügyi alapellátását, valamint szervezett, UV-diagnosztikával ellátott belgyógyász szaktanácsadó-szakorvosi tevékenységgel bizonyos szintű másodlagos egészségügyi ellátást valósít meg.

## Sport
A város sportegyesületei:
- NK Ključ labdarúgóklub
- KK Ključ karateklub
- TK „Ljutić Dursum-Frenki” Ključ, taekwondo klub
- RK „Vidra” Ključ, búvárklub
- KK „ Sana” Ključ, kosárlabdaklub
- ŽK Ključ, női röplabdaklub
- „Fantek" Ključ, szabadidős kerékpáros klub
- RK Ključ, kézilabdaklub
- OK Ključ, röplabdaklub
- 4K Ključ, kajak-kenu klub
- „Sana” Ključ, asztaliteniszklub
- SR Ključ sporthorgász egyesület

## Nevezetességei

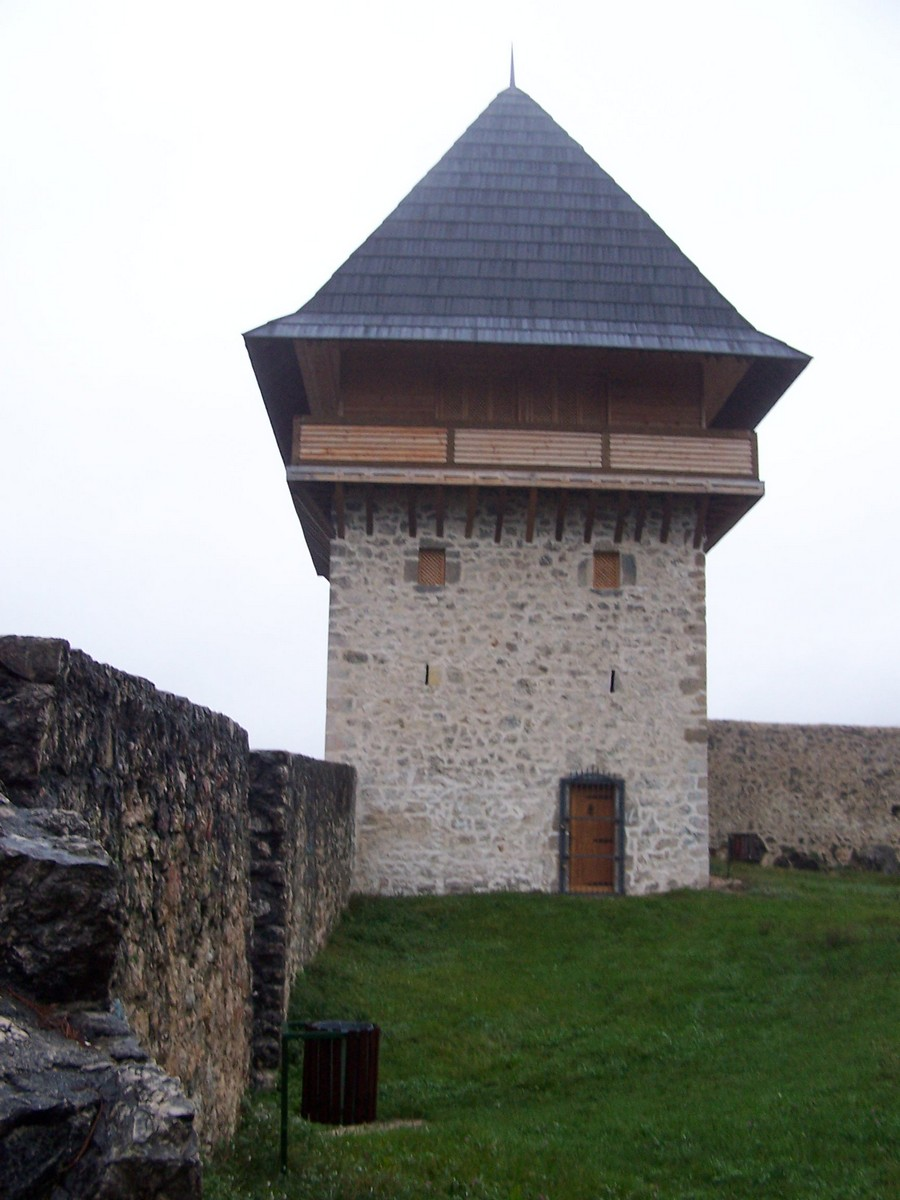
A vár helyreállított tornya

- Ključ ősi vára magasan a Szana folyó felett, a Breščica-hegy délkeleti lejtőin és Lubica sziklás oldalán fekszik. A Lubicán álló legkiemelkedőbb védőtornyától a Tabor-tornyon át nyúlik, a vár alsó része pedig a Szana-folyó szurdokának szakadéka fölött ér véget, amely egy rövidebb szurdokot képezve itt tör át Lubica és Želina sziklás magaslatain. A vár alatti keleti oldalon a sziklák lábánál egy barlang található, amely titkos átjáró a Szana folyóhoz, hogy a várat egy hosszú ostrom alatt el lehessen látni vízzel. A déli oldalon a sziklák meredeken zuhannak a völgy felé. A középkori vár alatt az északi oldalon egy lépcsőzetes terasz található, mely a város kereskedelmi, kulturális és vallási központja volt. A vár megközelítése északnyugati oldalról Šehići település felől Hajribaštán keresztül, illetve északi oldalról lehetséges, amelyet a múltban jól védtek a vár erődítései. Mára a Tabor-tornyot és a második, kisebb tornyot a 15. századi kinézetének megfelelően restaurálták, illetve átépítették, a városba vezető utat pedig aszfaltozták. A várban gyalogutak kerültek kialakításra, amelyek lehetővé teszik a biztonságos és akadálytalan mozgást a vár falainak komplexumában. A következő időszak tervei között szerepel a vár fennsíkjának és a várfalak megvilágítása, vendéglátó- és turisztikai célú hasznosítása.[10]
- A Kisboldogasszony római katolikus plébániatemplom 1895-ben épült, majd 1970-ben újjáépítették. A boszniai háború idején a szerb szélsőségesek először 1993. újév napján gyújtották fel a templomot, majd az év február 11-én teljesen lebontották és elszállították a romokat. Egy ideig a plébániaház egyik termében tartották az istentiszteletet. Ugyanitt 2001-ben újjáépítették a plébániatemplomot.[11]

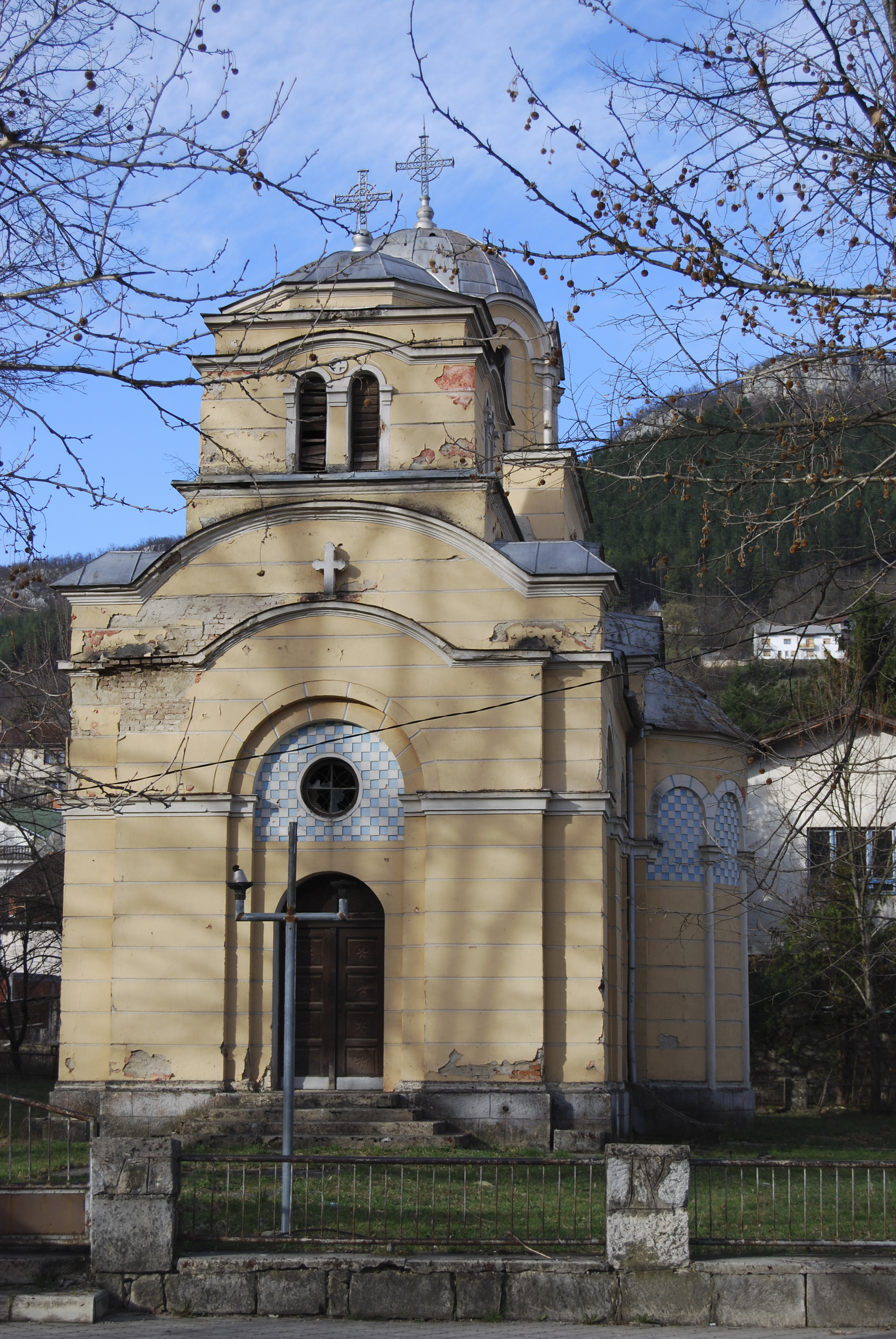
A pravoszláv templom

- Ključ első pravoszláv temploma 1880-ban épült, melyet 1883. július 27-én Sava Kosanović dabroboszniai metropolita szentelt fel az Úr mennybementele tiszteletére. Ez a templom a mai templom felett állt. A ma létező templom a Ključ önkormányzat épülete és a rendőrség épülete között épült azon a helyen, amelyet még Kulenović bég adományozott az egyháznak. A mai templom elődje a Jugoszláv Királyság idején, a két világháború között, 1928 és 1934 között épült. A templomot 1941-1945-ben az usztasa rezsim elpusztította. A második világháború után a régi templom telkét is elkobozták, a templom alapjait pedig a kommunista hatalom lerombolta, a helyén pedig magánházakat építettek a helyi kommunista hivatalnokok számára. A templomot 1989-ben építették újjá. 1993 óta Ključ Bihács-Petrovac ortodox püspökének, Chrysostomosnak a székhelye, azóta a templom a Bihács-Petrováci püspökség társszékesegyháza. 1995-ben a boszniai háború során súlyos károkat szenvedett. 2008 őszén megkezdődött a templom általános rekonstrukciója. Ma már rendszeres istentiszteletek, gyülekezeti összejövetelek zajlanak benne.[12]
- Az első ključi városi mecset 1560-ban épült. Alapítója Ajnebeg dizdar (Ajnebeg-dede) volt, így a mecsetet róla nevezték el Ajnebeg-dede mecsetnek. Egy hagyomány szerint a mecset helyén egykor keresztény templom állt. A mecsetet többször (1915-ben, 1937-ben és 1967-ben) renoválták és egészen 1992-ig szolgálta a muszlim híveket, amikor is felgyújtották. Ekkor a minaret teteje és egy része is leégett. A mecsetet 2002 júniusában építették újjá és nyitották meg, majd 2002 augusztusában újra aknatámadás érte. Ekkor ismét lerombolták a minaretet, beomlott a tető, és megsemmisült a mecset belseje. Helyreállításának munkálatai folynak.[13][14]

## Fordítás
- Ez a szócikk részben vagy egészben  a   Ključ (općina) című bosnyák Wikipédia-szócikk ezen változatának fordításán alapul.  Az eredeti cikk szerkesztőit annak laptörténete sorolja fel. Ez a jelzés csupán a megfogalmazás eredetét és a szerzői jogokat jelzi, nem szolgál a cikkben szereplő információk forrásmegjelöléseként.